# Cântărețul spaniol
Cântărețul spaniol este o pictură în ulei pe pânză din 1860 a pictorului francez Édouard Manet, conservată încă din 1949 la Metropolitan Museum of Art din New York.
Realizat în studioul lui Manet, acesta a folosit un model și recuzită care au fost folosiți ulterior pentru cel puțin încă un tablou. Această lucrare, atât realistă, cât și exotică în ilustrarea subiectului său, prezintă influența artei spaniole, în special cea a lui Diego Velázquez, asupra stilului lui Manet. Manet, datorită acestui tablou, a fost acceptat pentru prima dată la Salonul de la Paris din 1861, unde a expus și un portret al părinților săi.
Cântărețul spaniol a primit critici pozitive la acea vreme și a câștigat o mențiune decentă. A fost apreciat de scriitorul francez Charles Baudelaire și de jurnalistul și criticul literar francez Theophile Gautier, care a lăudat tabloul pentru „culoarea foarte adevărată” și „pensula viguroasă”. În consecință, Manet a devenit liderul mișcării de avangardă și a inspirat un grup de tineri artiști, printre care Henri Fantin-Latour și Carolus-Duran, care au decis să viziteze studioul lui Manet.

## Temele spaniole ale lui Manet la MET

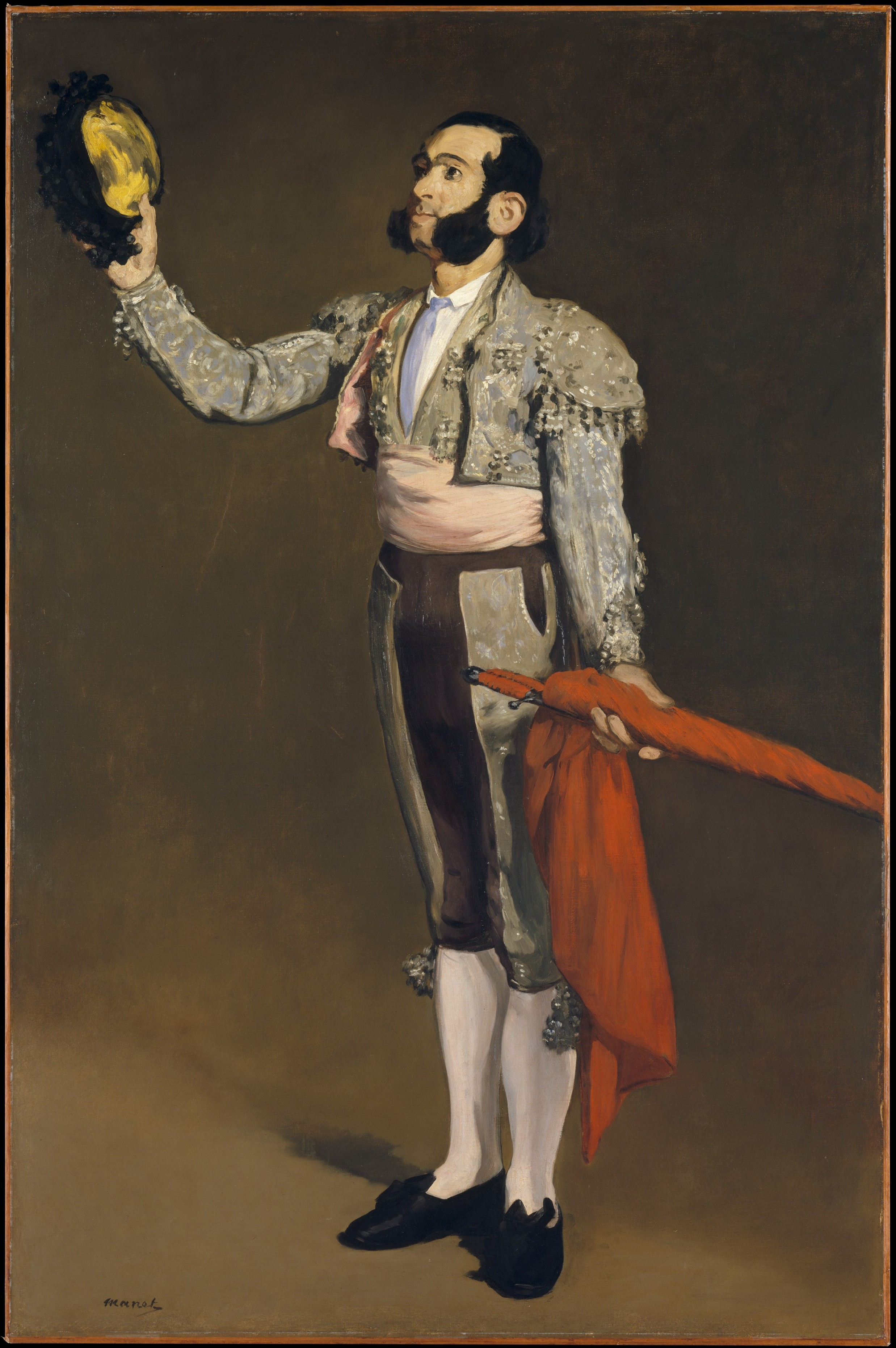
Un matador 1866–67
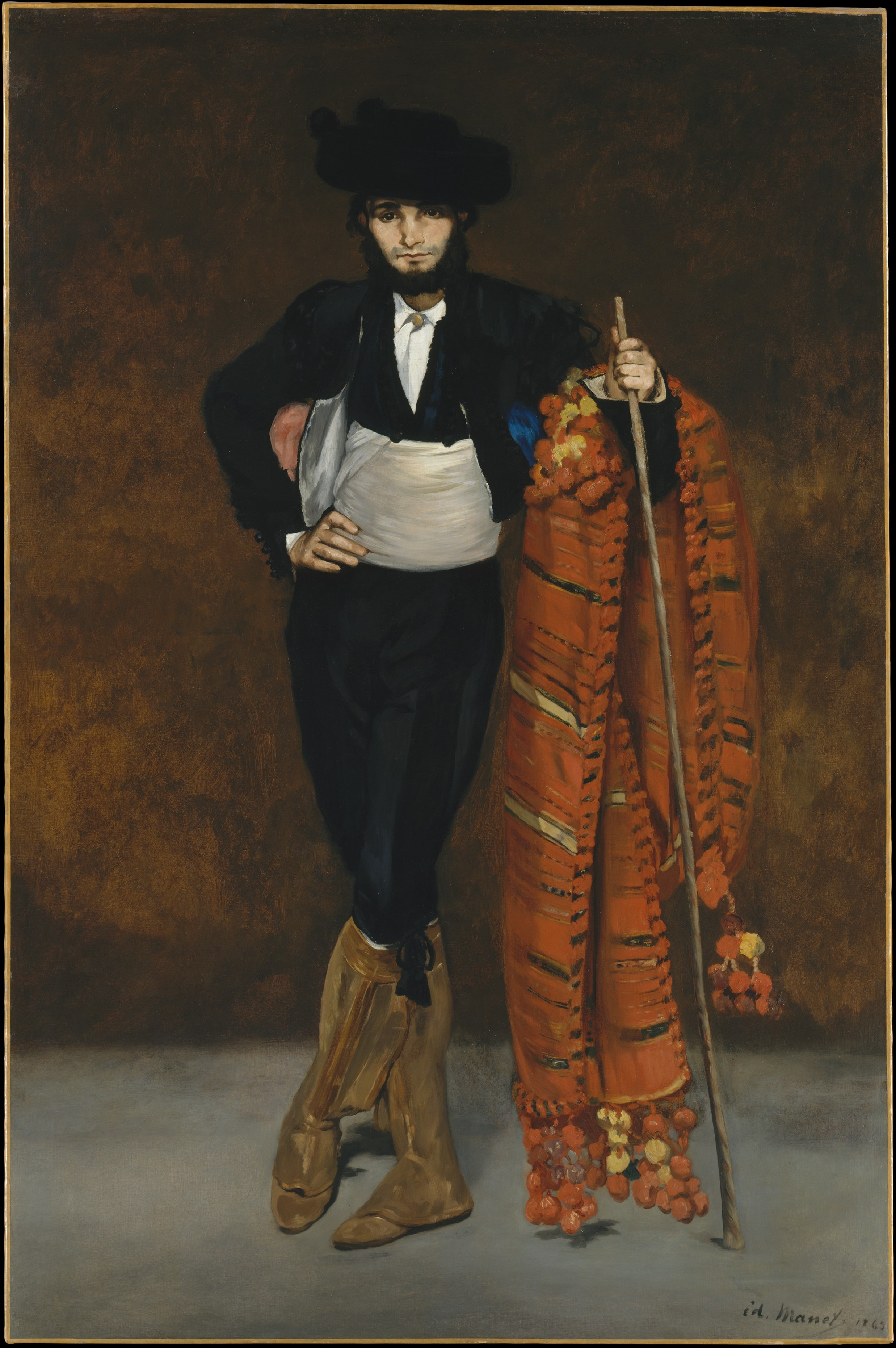
Tânăr în costumul unui Majo 1863
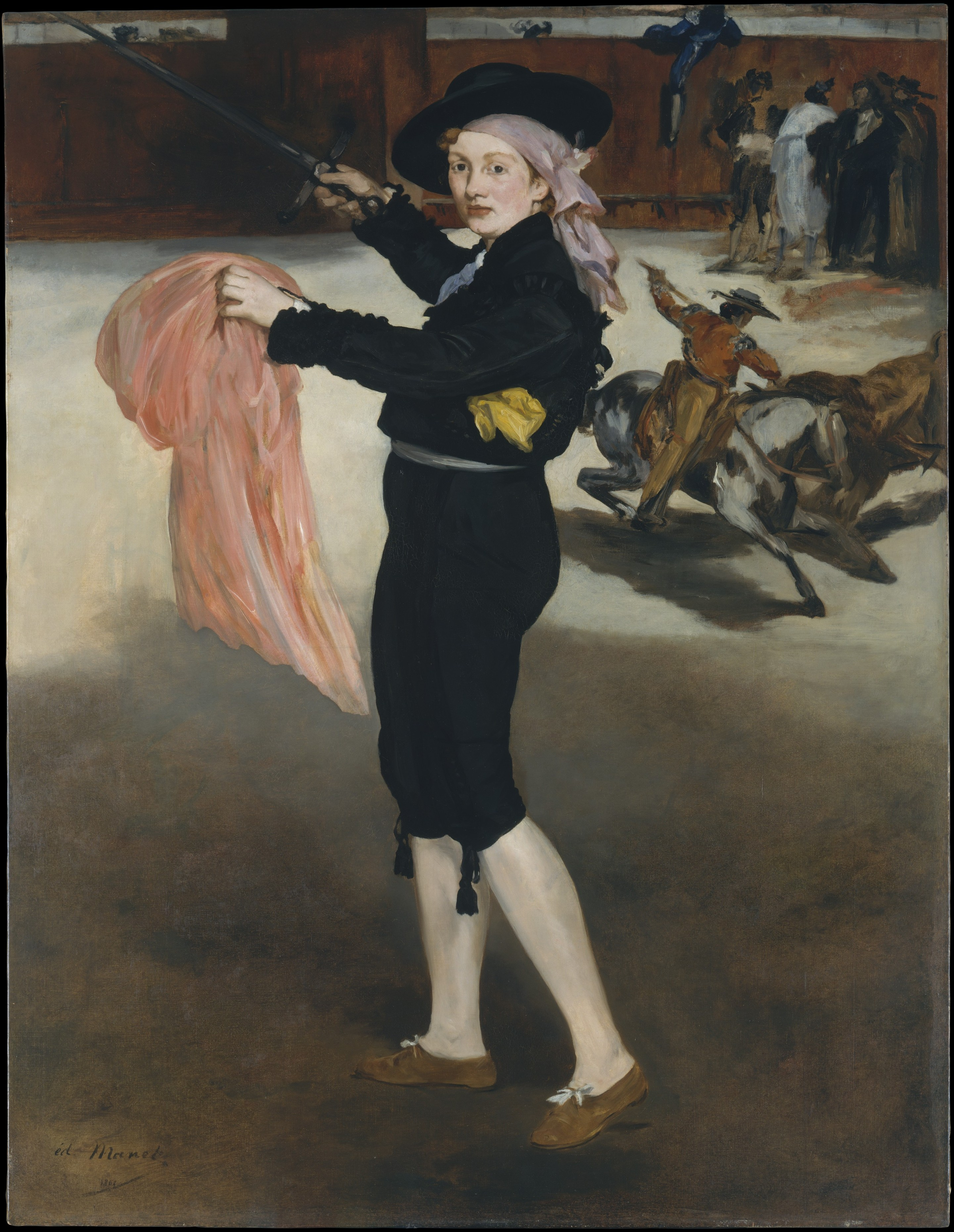
Domnișoara Victorine Meurent într-un costum de spadasin 1862